# Lissonota brevipappus
Lissonota brevipappus là một loài tò vò trong họ Ichneumonidae.